# Lupinus hautcarazensis
Lupinus hautcarazensis är en ärtväxtart som beskrevs av Charles Piper Smith. Lupinus hautcarazensis ingår i släktet lupiner, och familjen ärtväxter. Inga underarter finns listade i Catalogue of Life.